# Karl Halbmayer
Karl Halbmayer ist ein ehemaliger österreichischer Sektionschef im Bundesministerium für Verkehr.

## Leben
Mindestens von 1977 bis 1984 war er Leiter der Zentralen Verkehrssektion und Leiter der Koordinationsstelle für Verkehrspolitik im Bundesministerium für Verkehr.
Zudem war er geschäftsführender Präsident der Österreichischen Verkehrswissenschaftlichen Gesellschaft.
Karl Halbmayer trägt den akademischen Grad Dr. jur. sowie den Amtstitel Sektionschef.

## Auszeichnungen und Ehrungen
- 1965: Goldenes Ehrenzeichen für Verdienste um die Republik Österreich[4][2]
- 1972: Großes Ehrenzeichen für Verdienste um die Republik Österreich[4][2]
- 1982: Großes Silbernes Ehrenzeichen mit dem Stern für Verdienste um die Republik Österreich[4][2]